# Jan Hofman (voják)
Desátník Jan Hofman, (též zvaný Jenda, 28. prosince 1889 Veselice u Náchoda – 18. března 1917 poblíž Roucy) byl český voják, příslušník dobrovolnické roty Nazdar v rámci francouzské Cizinecké legie během první světové války ve Francii, účastník bitvy u Arrasu roku 1915, posléze příslušník dobrovolnického leteckého oddílu francouzského letectva. Byl pravděpodobně jediným českým legionářem, který padl v leteckém souboji.

## Život

### Mládí
Narodil ve Veselici u Velké Jesenice nedaleko hranic s Německou říší v domku č. 20 do české rodiny. Obecnou školu navštěvoval ve Velké Jesenici, roku 1903 se v Novém Městě nad Metují vyučil kožešníkem u místního mistra Adolfa Žilíka. Po vyučení odešel pracovat do Nymburka, Prahy a poté Mnichova. Od patnácti let byl členem Sokola a zúčastnil se VI. Všesokolského sletu v roce 1912. Poté se navrátil do Mnichova, odkud zanedlouho odešel za prací do Paříže. Jedním z důvodů jeho odchodu do Francie mohla být předtucha vypuknutí války, do které se chtěl zapojit na straně nepřátel Rakouska-Uherska, a tak bojovat za práva českého národa.

### Válka

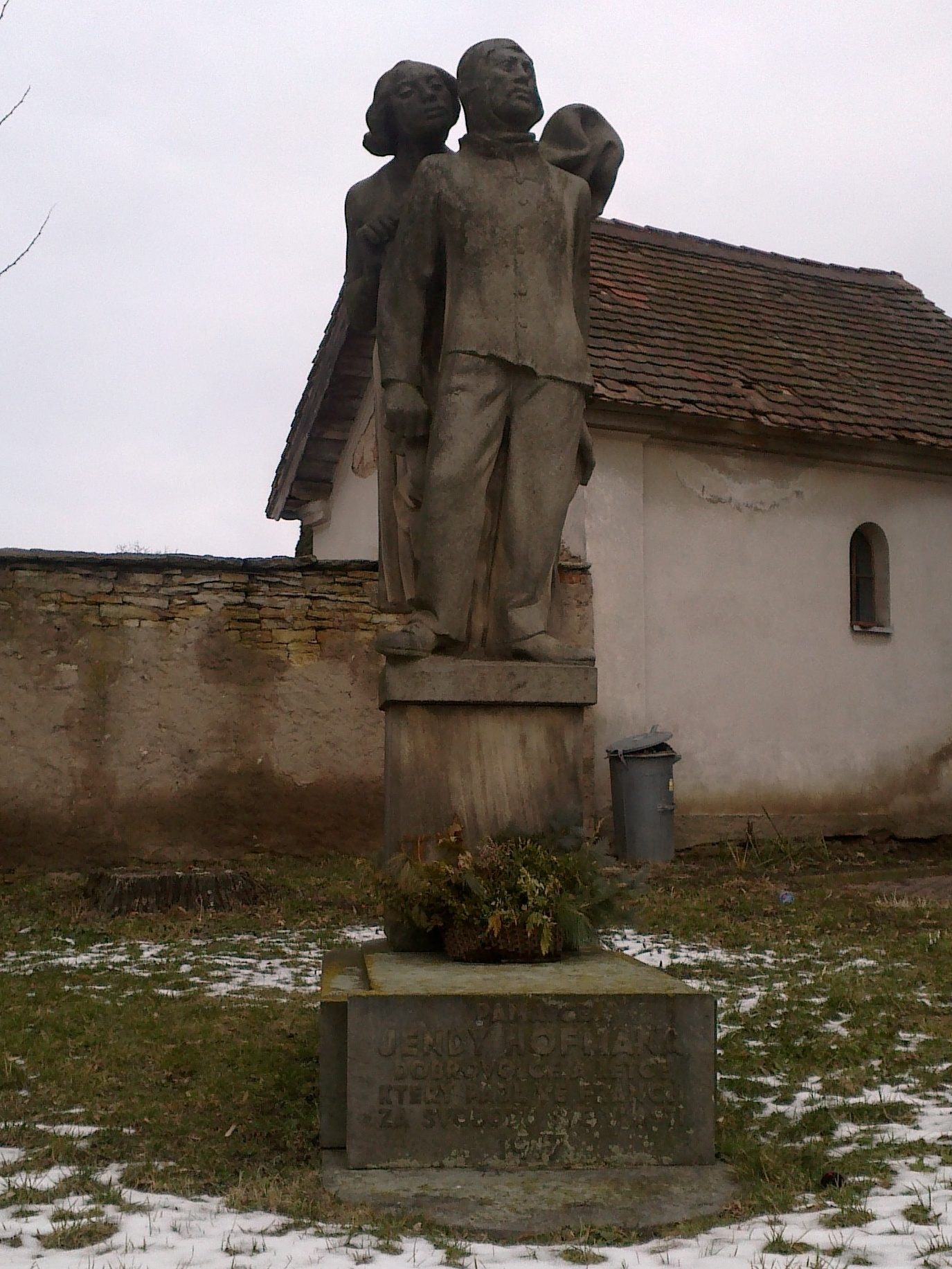
Pomník Jendy Hofmana ve Velké Jesenici z roku 1928

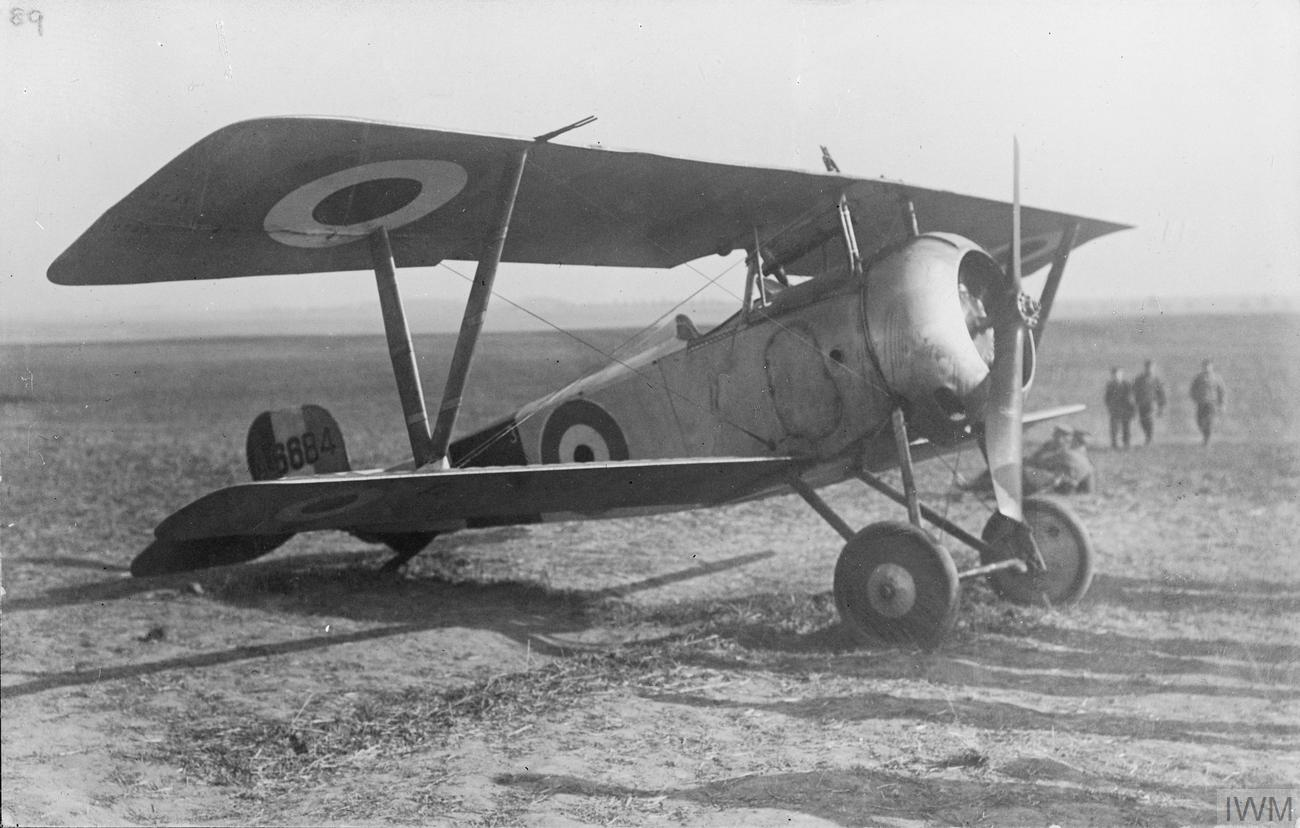
Nieuport 17

Dne 28. července 1914, když Rakousko-Uhersko vyhlásilo válku Srbsku. Hofman se zanedlouho přihlásil do roty Nazdar, vzniklé 31. srpna 1914 v rámci Cizinecké legie z iniciativy zástupců francouzské pobočky Sokola a sociálně-demokratického spolku Rovnost, zejména malířem Františkem Kupkou, Ernestem Denisem a jeho zetěm a pozdějším prvním československým důstojníkem Václavem Dostalem. Zapojoval se rovněž do osvětové činnosti mezi vojáky a vyznával myšlenku vzniku samostatného Československa.
K bojovému nasazení byla rota Nazdar odeslána v říjnu 1914 do kraje Champagne poblíž Remeše. Frontu se v té době podařilo stabilizovat a rota Nazdar žila běžným zákopovým životem. V dubnu 1915 byla jednotka převelena do oblasti Artois, kde francouzská armáda připravovala ofenzivu a marocká divize měla být nasazena na jejím útočném hrotu. 9. května 1915 se během bitvy u Arrasu s jednotkou zúčastnil těžkých bojů o kótu 140 u vesnice blízké vesnici Neuville-Saint-Vaast poblíž Vimy, při které rota utrpěla těžké ztráty. Následně zde byl Hofman 16. června těžce raněn. Po svém uzdravení nesl trvalé následky, které znemožňovaly jeho opětovné nasazení u pěchoty.

### Letec
Hofman se tedy přihlásil do leteckého výcviku (jakožto neschopný služby u pěchoty byl pravděpodobně ve výběru upřednostněn) s vidinou zařazení do české eskadrily zakládané generálem a pilotem Milanem Rastislavem Štefánikem, z jehož uskutečnění ale nakonec sešlo. Po ukončení výcviku ve francouzských leteckých školách, mimo jiné na strojích Blériot XI, byl převelen k letectvu francouzské armády a v únoru 1917 frontově nasazen u 80. eskadrily nedaleko Remeše vybavené stíhacími dvouplošnými letouny Nieuport 17.

### Úmrtí
Při plnění průzkumného úkolu zpozoroval Hofman nad vesnicí Roucy letku německých letadel, které se vydal pronásledovat. Po krátkém boji dosáhl sestřelení dvoumístného nepřátelského letounu, sám byl ale zasažen palbou zadního střelce a s poškozeným strojem v 9.45 hod zřítil k zemi. Pochován byl na hřbitově v Roucy.

### Po smrti
Byla mu udělena vyznamenání Croix de guerre (Vojenský válečný kříž) s palmou a Vojenská francouzská medaile in memoriam. V roce 1928 bylo jeho tělo exhumováno, zpopelněno a urna s jeho ostatky byla převezena a uložena do Památníku odboje v Praze-Troji.  Po zrušení tohoto muzea se urna s ostatky ztratila. Díky iniciativě Hofmanova přítele a pozdějšího zemského rady Jana Skalického a místních Sokolů byla za První republiky odhalena socha Jana Hofmana zachyceného v pilotní výstroji.